# Adi Granth
Adi Granth er Sikhernes hellige bog: Der står kun sange og digte i den. Den kaldes også Guru Granth Sahib.
| Religion | Spire Denne religionsartikel er en spire som bør udbygges. Du er velkommen til at hjælpe Wikipedia ved at udvide den. |